# Cosmonautas (banda)
Cosmonautas es una banda de rock argentino formada en Vicente López, Buenos Aires, Argentina en el año 2011.
Esta banda autogestionada e independiente está integrada por Santiago Correia (voz y guitarra), Facundo Eirin (bajo y coros) y Mariano Rezzonico (batería y coros).

## Historia
Después de tocar juntos en diferentes bandas, en 2010, el trío decide armar un proyecto que surge por la motivación de la estética y el sonido de bandas como Invisible, Pescado Rabioso, Pez, The Mars Volta, The Raconteurs, Led Zeppelin, entre otros.

## Integrantes
- Santiago Correia: guitarra y voz
- Facundo Ariel Eirin: bajo y coros
- Mariano Damián Rezzonico: batería y coros

## Discografía
- Cosmonautas EP (2011)
- Volver a lo real (2015)